# Tétralemme (philosophies occidentales)
Pour les articles homonymes, voir Tétralemme (philosophies orientales).
Le tétralemme définit, dans le cadre des philosophies occidentales, quatre possibilités de vérité pour une proposition, dont les deux premières sont celles du dilemme et la quatrième la négation du tiers exclus. En Grèce, Aristote le considérait comme une aberration.

## Qu'est-ce que le tétralemme?
- Dans la philosophie occidentale, il y a une logique appelée logique classique, dans laquelle il y a deux statuts pour les propositions : « une proposition est vraie » ou « une proposition est fausse ».
- Toujours dans la science occidentale, il y a une autre logique appelée logique intuitionniste, dans laquelle il y a trois statuts pour les propositions : « une proposition est démontrable », « une proposition est réfutable » ou « une proposition n'est ni démontrable, ni réfutable ».
- Dans la philosophie occidentale, il y a, en outre, un quatrième statut, à savoir « une proposition est à la fois vraie et fausse », autrement dit « à la fois démontrable et réfutable ».

La déclaration de ces quatre statuts, s'appelle le tétralemme, (du grec τετϱα (tétra) --quatre et λῆμμα (lemma) -- proposition).

## Forme générale
On trouve les quatre lemmes, du tableau ci-dessous, sous différentes versions, où l'ordre n'est pas indifférent[pourquoi ?], selon l'usage qui est fait du tétralemme. Chaque lemme représente l'une des relations pouvant être formulées entre un sujet et un prédicat ; les lemmes 1 et 2 (à savoir le vrai et le faux) sont les seuls considérés dans la logique aristotélicienne (logique classique) et le lemma 4 (négation du tiers exclus) est accepté par la logique intuitionniste. Le lemme 3 ou contradiction ou antilogie n'est, quant à lui,  pas accepté par les logiques traditionnelles.
| Lemme 1                | Lemme 2                     | Lemme 3                              | Lemme 4                                        |                          |
| ---------------------- | --------------------------- | ------------------------------------ | ---------------------------------------------- | ------------------------ |
| Vrai                   | Faux                        | Vrai et Faux                         | ni Vrai ni Faux                                | Table de vérité          |
| P                      | non P                       | P et non P                           | ni P ni non P                                  | Logique propositionnelle |
| {\displaystyle X}      | {\displaystyle \neg X}      | {\displaystyle X\land \neg X}        | {\displaystyle \neg (X\lor \neg X)}            | Logique formelle         |
| {\displaystyle \neg P} | {\displaystyle \neg \neg P} | {\displaystyle \neg (P\ \&\ \neg P)} | {\displaystyle \neg (\neg P\ \&\ \neg \neg P)} | Forme négative           |

## Origine du tétralemme dans la philosophie grecque
On trouve des traces du tétralemme dans la philosophie grecque, particulièrement chez Pyrrhon d'Élis et dans le scepticisme pyrrhonien, décrit par Aristoclès.

### Platon
Platon, par la bouche de Socrate, exprime dans le Théétète l'universelle mobilité sous la forme d'un tétralemme : « c'est ainsi ; ce n'est pas ainsi ; ainsi et pas ainsi ; non pas même ainsi ». Pour Socrate, "il semble démontré que, si tout se meut, toute réponse à propos de n’importe quoi est également juste".

### Aristote
Suivant la logique aristotélicienne, ces quatre propositions sont incompatibles les unes avec les autres (une seule peut être vraie car si deux ou plus étaient vraies alors « A et non A », ou « B et non B », ou les deux, seraient vraies, et les implications seraient alors auto-contradictoires) et exhaustives (au moins l'une d'elles est vraie, puisque si elles étaient toutes fausses alors « non A et pas non A », ou « non B et pas non B », ou les deux, seraient vraies, et les implications vont contre le principe du tiers exclu).

### Aristoclès
Nous devons demeurer sans opinion, sans inclinations, sans agitation, disant sur chaque chose qu'elle n'est pas plus qu'elle n'est pas, ou qu'elle est et qu'elle n'est pas, ou bien ni qu'elle est ni n'est pas.